# NGC 5520
NGC 5520 is een spiraalvormig sterrenstelsel in het sterrenbeeld Ossenhoeder. Het hemelobject werd op 15 mei 1787 ontdekt door de Duits-Britse astronoom William Herschel.

## Synoniemen
- UGC 9097
- MCG 8-26-13
- ZWG 272.43
- IRAS 14105+5034
- PGC 50728